# 太陽語言理論
太阳语言理论（土耳其語：Güneş Dil Teorisi）是1930年代在土耳其提出和发展起来的一种伪语言学和伪科学假说，其指出所有的人类语言都是由原始突厥语发展而来。该理论将土耳其人作为祖先种族的反事实宣传导致它受到土耳其极端民族主义者的青睐，该理论用来证明他们的意识形态正当。
该理论声称，原初语言在音素上与土耳其语十分相似，因此所有其他语言都可以追溯到突厥语的根源。按照这一理论，这种原初语言起源于中亚的太阳崇拜者，他们创造这种语言，是为了礼敬太阳的全能与赋予生命的特性，因此得名。:1-25

## 起源
对该理论产生影响的因素有：
- 法国历史学家伊莱尔·德·巴朗东（英语：Hilaire de Barenton）在《语言、宗教与民族的起源》（L'Origine des Langues, des Religions et des Peuples）一书中提出的观点，即所有语言都源于苏美尔人使用的象形文字和楔形文字。[7][8][9]:62土耳其的语言学家声称苏美尔人源自土耳其人，因此语言的起源也是土耳其语。[8]
- 奥地利维也纳语言学家赫尔曼·克韦尔吉（英语：Hermann Feodor Kvergić）的论文《突厥语若干元素的心理学》（La psychologie de quelques éléments des langues Turques）。[10]他还在土耳其驻维也纳大使馆的支持下，对这一理论进行了部分研究。[11]

1935年末至1936年初的十个月间，土耳其语言协会的语言学家们提出并发展了“太阳语言理论”，并在第三届土耳其语言大会上将其作为所有语言的起源进行阐述。

## 历史
该理论得到了土耳其共和国首任总统穆斯塔法·凯末尔·阿塔图尔克的认可，他不仅给予其官方支持和物质资助，还在理论的发展过程中作出了重要贡献。:571936年第三届土耳其语言大会期间，该理论获得了土耳其政府的正式支持。:16然而，在同一届大会上，包括弗里德里希·吉泽在内的绝大多数国际非土耳其学者都反对这一理论。:18为数不多支持该理论的非土耳其语言学家之一是克韦尔吉。

### 在土耳其的影响
由于该理论宣称所有词汇都源自土耳其语，因此此前已经启动的、用本土词汇替换所有外来借词的工作不再被认为有必要继续进行。最初，这一理论只在土耳其各大学的突厥学系教授，但根据穆斯塔法·凯末尔·阿塔图尔克的命令，它后来被作为必修内容在所有院系教授。1938年11月穆斯塔法·凯末尔逝世后不久，“太阳语言理论”便失去了其显赫地位，:103到了1942年的下一届土耳其语言大会上，甚至连提都没有被提及。:99

20世纪90年代，一些作者在谈到土耳其共和国的建国原则、建国初年的举措以及阿塔图尔克原则（如官方国家意识形态和对民族性的否认）时，引用了关于“太阳语言理论”的研究作出定义和评论。为此，他们写道，有人捏造了关于阿塔图尔克所支持的“太阳语言理论”和“突厥历史论”的荒诞传闻，企图把阿塔图尔克描绘成一个“相信胡言乱语的人”。有人认为，这些是在后现代主义浪潮影响下，为批评阿塔图尔克革命及其影响而进行的有目的的出版活动。

## 主张
1936年，《纽约时报》在一篇介绍安卡拉大学新成立的语言、历史与地理学院课程的文章中写道，该理论
声称，既然苏美尔人是土耳其人，起源于中亚，那么所有语言也都因此起源于那里，并最早由土耳其人使用。事实上，第一种语言就是这样产生的：史前人类——也就是处于最原始阶段的土耳其人——深受太阳对生命影响的震撼，将太阳视为神明，认为万善与万恶皆由此而生。由太阳带来了光明、黑暗、温暖与火焰，并与之联系起一切关于时间的概念：高度、距离、运动、大小，以及表达情感的方式。太阳因此成为第一个被赋予名称的事物。它被称作‘ag’（原文如此，发音为agh），而今天使用的所有词汇都源自这一音节。这，简而言之，就是‘太阳语言’理论的内容。配合土耳其历史的新观念，这一理论将在新成立的安哥拉（安卡拉）学院教授。
该理论基于一种以太阳为中心的文明与人类语言起源观，声称土耳其语是所有文明语言的母语。按照这一理论，最早开口说话的人类是高加索短头颅型的优越种族——阿尔卑斯突厥人，他们在一场气候灾难过后扩散到世界各地，从而将语言的成果带给了所有文明中的人们。
通过一种被称为“戈罗皮主义”的做法，一些词被附会出虚假的土耳其语词源，例如：将归为源自土耳其语；:60将追溯到土耳其语:62-63、:207:62-63；或将追溯到维吾尔语（意为“闪光”）:60。甚至有土耳其学者声称，一些外来词，比如法语（源自watt与man的组合），也是土耳其语起源。:211其他显著的例子还包括希腊神话人物：将Aphrodite归自，或将Artemis归自。:211语言学家诸葛漫认为，“阿塔图尔克可能采纳‘太阳语言理论’，是为了使那些土耳其语言当局未能清除的阿拉伯语和波斯语词汇获得合法性。这一举措弥补了未能为每一个外来词创造新词的缺憾。”艾哈迈德·阿尔德奇曾尝试将伏尼契手稿对应到某种古突厥语，但因与戈罗皮主义相关而受到语言学家科恩·盖乌恩斯的批评。

## 延伸阅读
- Arkman, Ceren,  (PDF), M.A. Thesis, Sabancı University, 2006  [2007-12-05], （原始内容 (PDF)存档于March 6, 2007）
- Aydingün, Ayşegül; Aydingün, İsmail. . Nationalism & Ethnic Politics. 2004, 10 (3): 415–432. ISSN 1353-7113. OCLC 86549020. S2CID 145324008. doi:10.1080/13537110490518264. hdl:11511/40574 .
- Dilaçar, Agop. . Istanbul: Fazilet Basimevi. 1936. OCLC 162658746. （法語和土耳其語）
- Karpat, Kemal H. . Social, Economic, and Political Studies of the Middle East, vol. 94. Leiden, Netherlands and Boston, MA: Brill. 2004. ISBN 978-90-04-13322-8. OCLC 52334897.
- Kıbrıs, Güldeniz,  (PDF), M.A. Thesis, Sabancı University, 2005  [2007-12-05], （原始内容 (PDF)存档于January 19, 2010）
- Lewis, Geoffrey. . Oxford: Oxford University Press. 1999. ISBN 978-0-19-823856-0. OCLC 41137543.
- Poulton, Hugh. . London: C. Hurst & Co. 1997. ISBN 978-1-85065-326-4. OCLC 37787056.
- Shaw, Wendy M.K. . Michael L. Galaty; Charles Watkinson  (编). . New York: Kluwer Academic/Plenum Publishers. 2004: 131–154. ISBN 978-0-306-48508-4. OCLC 54685395.
- Vryonis, Speros (1993). The Turkish State and History: Clio meets the Grey Wolf, 2nd Ed. Thessaloniki: Institute for Balkan Studies.
- Webster, Donald Everett. . Philadelphia, PA: American Academy of Political and Social Science. 1939. OCLC 404655.